# Mizuho Kato
Mizuho Kato (Prefettura di Aichi, 13 dicembre 1992) è una calciatrice giapponese, difensore del Bochum.